# Aedes jacobinae
Aedes jacobinae är en tvåvingeart som beskrevs av Serafim och Davis 1933. Aedes jacobinae ingår i släktet Aedes och familjen stickmyggor. Inga underarter finns listade i Catalogue of Life.